# Perućica
 Ovo je glavno značenje pojma Perućica. Za naselje u općini Jezero, kod Jajca, BiH pogledajte Perućica (Jezero, BiH).
Perućica je jedna od rijetkih prašuma u Europi. 

Nalazi se blizu granice Bosne i Hercegovine i Crne Gore te se prostire na 1400 hektara. Prašuma Perućica se nalazi u podnožju impozantnih planinskih vrhova Maglića, Volujaka i Sniježnica, dok je rijeka Sutjeska dijeli od Zelengore. U sklopu je Nacionalnog parka Sutjeska u Bosni i Hercegovini.
 
Nakon što je 1952. godine donesen zakon o proglašenjem područja Sutjeska nacionalnim parkom, područje Perućica 1954. godine je stavljena pod zaštitu države kao prirodni rezervat.  

Prepuna je prekrasnih netaknutih prirodnih prizora, a jedan od njih je i Skakavac, vodopad koji se nalazi u srcu prašume visok 75 metara.
Ljudska ruka nikada nije imala utjecaj na ciklus rađanje-život-umiranje biljaka i životinja u ovoj prašumi. U njoj se nalazi veliki broj stabala starih oko 300 godina, a smatra se da je sama prašuma stara oko 20.000 godina. Ovdje se mogu pronaći stabla visoka preko 50 metara, a trenutno najviše izmjereno visoko je 57,4 metra. Do sad evidentirano je oko 170 vrsta drveća i grmlja, te oko 1000 vrsta zeljastog bilja, od kojih su brojni endemi.
Prema tvrdnjama znanstvenika sa Sveučilišta Yale, Peručica nudi jedinstvenu studiju o ulozi prašuma u globalnom ciklusu ugljika, što je čini savršenim prirodnim laboratorijem.
S obzirom da je šuma vrlo gusta, u nekim dijelovima čak i neprohodna, te zaštićena, posjeta je dozvoljena samo uz najavu i pratnju vodiča iz Nacionalnog parka Sutjeska.

## Vanjski linkovi
- Zvanična stranica  Arhivirana inačica izvorne stranice od 27. 7. 2016 (Wayback Machine)
- Od prašume do lova i planinarenja
- Perućica